# 帕西·葛人傑
帕西·奧爾德里奇·葛人傑（英語：Percy Aldridge Grainger，1882年7月8日—1961年2月20日）是著名的澳大利亞鋼琴家、作曲家、以及薩克斯風演奏家。第一次世界大戰後成為美國公民。精通俄語、挪威語、冰島語等11種語言。創作了許多經典的樂曲，其中也包括鋼琴曲、管弦樂曲、管樂曲、以及大量改編自民謠的曲子。提倡「自由音樂」（Free Music）。

## 生平
葛人傑於1882年7月8日出生於澳大利亞的墨爾本。小時候的葛人傑在學校適應不良，母親蘿絲（Rose）便肩負起教育葛人傑的工作。
1892年7月，十歲的葛人傑首次在演奏會上露面；十二歲時的葛人傑便開始巡迴演奏。1895年5月，葛人傑隨著母親蘿絲到德國法蘭克福學習鋼琴及作曲。1901年，葛人傑19歲時，隨母親前往英國倫敦，此時的葛人傑開始展現作曲技巧。1907年，葛人傑在挪威拜訪了葛利格，葛利格使用民謠的手法影響了葛人傑，使葛人傑也開始收集、創作改編大量英國民謠。
在母親的音樂教育下，一直聲稱自己不愛彈鋼琴的葛人傑，以天才鋼琴師的姿態進入樂壇。但是不久後，蘿絲卻因為精神疾病而跳樓自殺。葛人傑在失去母親後，事業漸漸攀向高峰。因為不愛彈鋼琴，葛人傑開始專注於作曲事業。
第二次世界大戰爆發後，隨著葛人傑的名氣漸漸淡去，葛人傑開始作低收入甚至無收入的演奏。在最後的幾年，葛人傑開始實現童年時「自由音樂」的構想。

## 自由音樂
自由音樂（Free Music）是葛人傑11、12歲時，看到Albert Park Lake的水紋而激發的構想，到晚年時才逐漸實現。自由音樂強調節奏、調性的自由度，並重视旋律性。葛人傑甚至使用一些機器，以產生出過去器樂演奏的民謠無法達到的流動感。在出版音樂前，葛人傑也會先用這些儀器聽過。在這些機器中，最有名的儀器叫作「Hills and Dales」，在之後葛人傑的儀器製造技術也越來越成熟，亦有使用光電池和電晶體。
葛人傑的「自由音樂機器」是現代電子合成器（Electric Synthesizer）的先驅。

## 重要作品
- 鄉村花園（Country Gardens）
- Irish Tune from County Derry
- Lincolnshire Posy
  - 1. Dublin Bay（Lisbon）（Sailor's Song）
  - 2. Horkstow Grange（The Miser and His Man: A Local Tragedy）
  - 3. Rufford Park Poachers（Poaching Song）
  - 4. The Brisk Young Sailor（Who Returned to Wed His True Love）
  - 5. Lord Melbourne（War Song）
  - 6. The Lost Lady Found（Dance Song）
- 河邊茉莉（Molly on the Shore）
- Hill Song No. 1
- Hill Song No. 2
- 殖民地之歌（Colonial Song）
- 擬莫里斯舞曲（Mock Morris）
- Songs of the North
  - Leezie Lindsay
  - Bonnie George Campbell
  - Drowned
  - Willie's Gane To Melville Castle
- Train Music（fragment for orchestra）

## 外部連結
- （英文）葛人傑官方網頁 （页面存档备份，存于）
- （英文）葛人傑協會 （页面存档备份，存于）